# Steatocranus bleheri
Steatocranus bleheri е вид бодлоперка от семейство Цихлиди (Cichlidae).

## Разпространение
Видът е разпространен в Демократична република Конго.

## Описание
На дължина достигат до 6,8 cm.